# La historia del rey David
La historia del rey David (en inglés The Story of David) es una película de televisión estadounidense de dos partes, de 3 horas y 10 minutos de duración, que dramatiza la historia bíblica del rey David. Está protagonizada por Timothy Bottoms como el joven David, Keith Michell como el David mayor, Anthony Quayle como el rey Saúl y Jane Seymour como Betsabé. Producida por Columbia Pictures para la ABC, se estrenó el 9 de abril de 1976. Fue filmada en Israel y España.
La historia del rey David es una secuela de La historia de Jacob y José, también producida para la ABC —transmitida dos años antes— e involucra a muchos de los mismos miembros del elenco y equipo.

## Argumento
La narración sigue la vida de David desde que era un joven pastor hasta su muerte como anciano rey de Israel.
Parte 1: David y el rey Saúl relata las hazañas del joven David (Bottoms) y su tensa relación con el rey Saúl (Quayle). Comienza con David como un humilde pastor que se convierte en intérprete de lira y armero del rey, quien se encuentra muy perturbado después de que el profeta Samuel lo ha castigado por no seguir las instrucciones del dios israelita, Yahvé, en una batalla. Samuel le informa a Saúl que Yahvé ungirá a otro rey en su lugar. Saúl es aconsejado por su general y viejo amigo Abner; se retira poco a poco, debido a una enfermedad agobiante y, al principio, la música de David apacigua su mente atribulada. Pero Saúl se llena de celos y rabia cuando David se convierte en héroe para su pueblo después de prevalecer en combate singular contra Goliat y en una posterior victoria militar sobre los filisteos. Aunque Saúl ha nombrado a David «capitán de mil» y le ha permitido casarse con su hija Mical después de otra hazaña militar, en un momento a solas, intenta acabar con la vida de David con su lanza, obligándolo así a huir. David se encuentra en un profundo conflicto por su devoción a Saúl como el primer rey ungido por Yahvé para el pueblo; no matará a Saúl, a pesar de los constantes atentados contra su propia vida, ya que siente que eso ofenderá a dios. El hijo de Saúl, Jonatán, el presunto heredero, promete en secreto su devoción al fugitivo David y se convierte ritualmente en su hermano de sangre. Saúl muere en batalla y David, tras haber sido  ungido en secreto por Samuel, asume el trono.
Parte 2: David el Rey comienza con un David maduro (Michell) y cuenta la historia de su pecado con Betsabé (Seymour), las escenas de su baño y su posterior encuentro amoroso. A medida que David envejece, se enfrenta a la traición de uno de sus hijos y, finalmente pasa la corona a otro de sus hijos, Salomón.

## Reparto
| Parte 1- Timothy Bottoms como David - Anthony Quayle como el rey Saúl - Norman Rodway como Joab - Oded Teomi como Jonathan - Yehuda Efroni como Abner el joven - Antonio Tarruella (como Tony Tarruella) como Goliat - Ahuva Yuval como Abigail - Irit Ben Zur (como Irit Benzer) como Michal - Avraham Ben-Yosef como Ahimelec - Yakar Semach como Abiatar - Ilan Dar como Eliab - Dudu Topaz (como David Topaz) como Abinadab - Ori Levy como Gaza | Parte 2- Keith Michell como David mayor - Jane Seymour como Betsabé - Susan Hampshire como Michal - Yair Rubin (como Koya Reuben) como Shammab - Brian Blessed como Abner - Barry Morse como Jehosephat - David Collings como Nathan - Nelson Modling como Absolom - Terrence Hardiman como Urías - Jeanette Sterke como Abigail - David Nielson como Amnón - Eric Chapman como Seriah - JC Henning como Elga - Maureen O'Connell como Maacah - Dov Reiser como la bruja de Endor - Mark Dignam como Samuel / Aquis (sin acreditar) - Larry Kemp como soldado (sin acreditar) |